# Wesley János Lelkészképző Főiskola
A Wesley János Lelkészképző Főiskola (röviden: WJLF vagy „Wesley”) egy magyarországi egyházi fenntartású felsőoktatási intézmény, melynek székhelye Budapest. Fenntartója a Magyarországi Evangéliumi Testvérközösség, rektora Iványi Gábor. A főiskola bölcsészettudományi, társadalomtudományi és természettudományi és hittudományi képzéseket kínál.

## Alapítása és jogállása
A Magyarországi Evangéliumi Testvérközösség a főiskolát 1987-ben hozta létre, és 1991-ben lett felvéve az egyházi felsőoktatási intézmények lajstromába. A teológiaoktatást a kormány a főiskolákról szóló 1048/1990/III.21./MT határozat módosításáról kiadott 1059/1991/XII.6. kormányhatározattal ismerte el, míg a szociális munka szak akkreditált indítását a művelődési és közoktatási miniszter 49.060/1996.01.31-i és 49.915/1996 júniusi leiratában közölte. Az intézmény a Magyar Akkreditációs Bizottság 2002. szeptember 27-én született 2002/7/V. számú határozata értelmében akkreditált intézmény.
Tagja a Szabad Metodista Egyházak Felsőoktatási Intézetei Szövetségének.

## Képzések
A főiskolára a minden évben hivatalosan közzétett felsőoktatási tájékoztató alapján lehet jelentkezni.
Jelenleg az oktatás az alábbi szakokon zajlik:

### Alapképzések
- Környezettan (magyar nyelven) (nappali és levelező)
- Környezettan (angol nyelven) (nappali és levelező)
- Pedagógia (nappali és levelező)
- Szociális munka (nappali és levelező)

### Osztatlan képzések
- Osztatlan tanári [10 félév [hittanár-nevelőtanár]] (nappali és levelező)
- Teológia (nappali és levelező)